# Cella Delavrancea

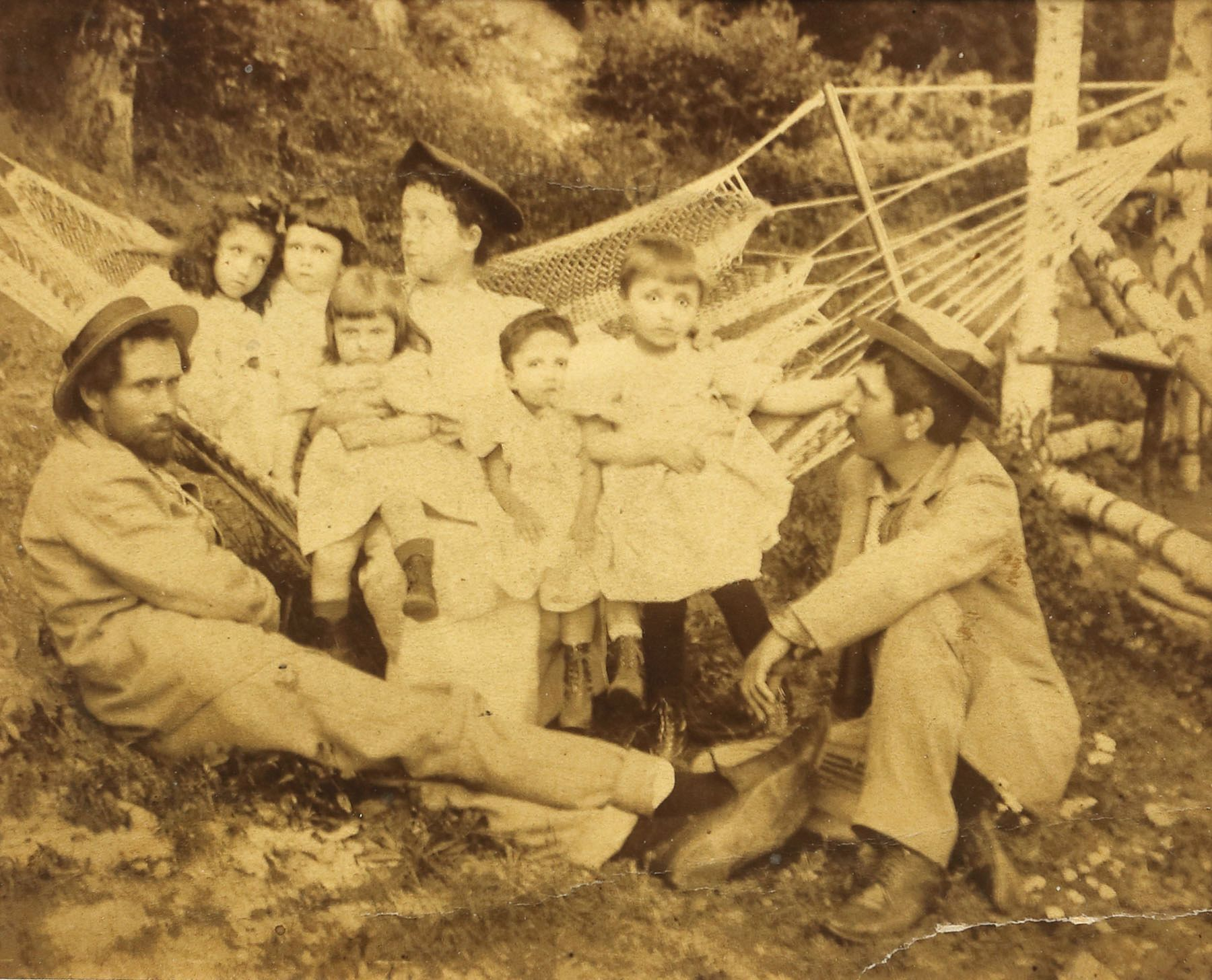
Familia lui Barbu Ștefănescu Delavrancea cu Alexandru Vlahuță (dreapta) (1905)

Maria Cella Delavrancea-Lahovary (n. 15 decembrie 1887 – d. 9 august 1991) a fost o pianistă, scriitoare, publicistă și profesoară română de pian, fiica cea mare a scriitorului Barbu Ștefănescu Delavrancea, soră a arhitectei Henrieta Delavrancea, a Niculinei Delavrancea și a lui „Bebs” Delavrancea, membră a cenaclului lui Eugen Lovinescu.

## Biografie
Cella Delavrancea a fost fiica Mariei (n. Lupașcu) și a scriitorului Barbu Ștefănescu Delavrancea.
Cella Delavrancea urmează studii de pian, la început în familie cu mama sa, apoi la Conservatorul din București, urmate de un stagiu de perfecționare la Paris. Întrucât tatăl său, scriitorul Barbu Ștefănescu Delavrancea, era un apropiat al familiei Caragiale, a crescut alături de fiii și fiica lui Caragiale, pe care i-a evocat în cărțile sale cu caracter memorialistic.
În anul 1909,  Ion Luca Caragiale scria despre ea:
„Un copil minune, Cella Delavrancea, care domesticește un monstru sălbatic: Arta. (Ion Luca Caragiale, Universul, 1909, 4 mai, p. 1)”
Concertează în Europa, de multe ori în duet cu George Enescu sau Ferrucio Busoni, cu care urcă pe podium în recitaluri de sonate. Își face debutul literar în revista lui Tudor Arghezi, Bilete de papagal, în 1929. Este autoarea unor nuvele, romane și texte cu caracter memorialistic.
Din 1950 începe cariera didactică, mai întâi ca profesoară la Liceul de muzică din București, între 1950 și 1954, predând apoi pianul la Conservatorul de muzică din București, din 1954 până la ieșirea la pensie. Mulți pianiști celebri au fost elevii săi: Nicolae Licăreț, Dan Grigore, Radu Lupu. Cu Dan Grigore stabilește o colaborare și o prietenie artistică de lungă durată. Din anul 1935 publică proză, amintiri sau susține cronica muzicală și plastică în „Cuvântul”, „Muzica și poezia”, „Timpul”, „Curentul”, „România literară” (1940), „Revista Fundațiilor Regale” ș.a. După anul 1950, colaborează la „Contemporanul”, „Gazeta literară”, „Secolul 20”, „Caietele Mihai Eminescu”.
A scris și a publicat sute de cronici muzicale și de texte consacrate fenomenului muzical. Editorial, debutează în 1946 cu volumul de nuvele Vraja, premiat în manuscris, de Editura Cultura Națională. În nuvelele din volumul Vraja, Cella Delavrancea cultivă mai ales stările sufletești, ritmate după canoane discret muzicale. Interesul scriitoarei este îndreptat înspre lumea sufletească, a percepțiilor și a împrejurărilor favorabile „vrajei”. Cronicile din volumul Arpegii în ton major (1970) dezvăluie "cea mai pătrunzătoare inteligență muzicală" (Șerban Cioculescu)  din scrisul românesc. Portretele, amintirile, notele de călătorie din Mozaic în timp sunt transcrieri ale unor impresii, disecate până la cele mai fine nuanțe. Volumul Trepte muzicale (1984) cuprinde texte radiofonice din perioada 1942-1944.
Volumul Scrieri (1982) îi antologhează întreaga operă literară, iar în  Dintr-un secol de viață (1987) apar pe lângă paginile memorialistice, câteva portrete excepționale prin valoarea lor: Serghei Rahmaninov, Ferruccio Benvenuto Busoni,   Rainer Maria Rilke, Paul Valéry, Gabriel Fauré.
Extrem de longevivă, a fost primul artist din istoria culturii române care a participat la sărbătorirea propriului centenar, în 1987, la Ateneul Român, printr-un concert de gală în care a cântat alături de pianistul Dan Grigore. (Sculptorul Ion Irimescu va fi al doilea artist care participă la sărbătorirea propriului centenar, organizată de Academia Română în anul 2003).
Este cunoscută și pentru legătura sa romantică cu profesorul Nae Ionescu.
A scris „O vizită în atelierul lui Brâncuși”, o întâmplare adevărată din viața scriitoarei care are loc la Paris în anul 1922.

## Viață personală
Cella Delavrancea a fost căsătorită cu Viorel Virgil Tilea în timpul Primului Război Mondial (divorțată), cu Aristide Blank (divorțată) și cu Philippe Lahovary. Ea a fost una din prietenele intime ale reginei Maria a României și a fost prietenă cu poetul austriac Rainer Maria Rilke.
Delavrancea moare la vârsta de 104 ani. Este înmormântată în Cimitirul Bellu.

## Distincții
- Ordinul „Meritul Cultural” în gradul de Cavaler cl. II, pentru muzică (23 septembrie 1942)[9]
- titlul de „Profesor Emerit al Republicii Populare Romîne” (5 noiembrie 1962) „pentru activitatea îndelungată, contribuție în dezvoltarea științei și merite deosebite în dezvoltarea învățămîntului superior”[10]

## Volume publicate
- Vraja, nuvele, Cultura Națională, 1946
- O vară ciudată, roman, 1975
- Arpegii în ton major, București, 1970
- Mozaic în timp, Impresii. Călătorii. Portrete. Amintiri, București, 1975
- Scrieri, 1982
- Trepte muzicale, București, 1984
- Dintr-un secol de viață, îngrijire și introducere Valeriu Râpeanu, București,1987
- Scrisori către Filip Lahovari, ediție bilingvă româno-franceză, îngrijire și prefață Constantin Mateescu, București, 1998